# Kudur
Kudur là một thị trấn thuộc taluk Magadi, huyện Ramanagara, bang Karnataka, Ấn Độ.